# Igor Górewicz
Igor Dominik Górewicz (ur. 24 października 1976 w Szczecinie) – polski politolog, rekonstruktor, muzyk, założyciel i wojewoda szczecińskiej Drużyny Grodu Trzygłowa, stowarzyszenia zajmującego się odtwarzaniem i popularyzowaniem kultury dawnych Słowian. Założyciel wydawnictwa Triglav.
Jest absolwentem Instytutu Nauk Politycznych i Społecznych Uniwersytetu Szczecińskiego.
Współpracował przy realizacji różnych produkcji filmowych, m.in Stara baśń. Kiedy słońce było bogiem oraz teledysków dla takich zespołów jak Percival Schuttenbach, czy Amon Amarth.
Jest wokalistą zespołu Pagan Black/Death Metal „Casus Belli”.

## Życie prywatne
Do 2015 żonaty z Katarzyną Górewicz, ich ślub odbył się w staro-słowiańskim stylu.

## Publikacje
- Gospodarka ludów Morza Bałtyckiego. Starożytność i średniowiecze (2008)
- Neopogaństwo w Polsce
  - Neopogaństwo w Polsce (2008)
  - Neopogaństwo w Polsce, Tom II (2009)
- Borek i Bogowie Słowian (2009) ISBN 978-83-62586-53-0
- Mieczem pisane. Odtwórcologia (2013) ISBN 978-83-62586-36-3
- Poznaj Słowian (2014) ISBN 978-83-62586-44-8
- Miecze Europy (2015) ISBN 978-83-62586-34-9
- Wał Pomorski 1945. Uzbrojenie i wyposażenie walczących formacji (2015) ISBN 978-83-62586-48-6
- Zdobnictwo wczesnego średniowiecza
  - Zdobnictwo wczesnego średniowiecza (2009) ISBN 978-83-924934-2-6
  - Zdobnictwo wczesnego średniowiecza. Tom II (2011) ISBN 978-83-62586-00-4
  - Zdobnictwo wczesnego średniowiecza tom III (2016)
- Konungahela 1136. Słowiańska wyprawa (2016) ISBN 978-83-62586-13-4
- O wojownikach Słowian. Drużyny i bitwy na lądzie i morzu (2019) ISBN 978-83-62586-81-3
- Borek i legendarne początki Polski (2020) ISBN 978-83-62586-14-1
- O broni Słowian. Na wojnie i w kulturze (2020) ISBN 978-83-62586-10-3
- Zeszyty Komiksowe #30: Folklor w komiksie (2021)
- O Słowianach, t. 1: Piastowie, legendy i niewolnicy (2023) ISBN 978-83-62586-03-5
- Pomorskie opowieści. Najazd na Konungahelę (2024) ISBN 978-83-62586-90-5
- Pomorskie opowieści. Złoty Posążek Triglava (2024) ISBN 978-83-62586-82-0
- Pomorskie opowieści. Kraina piratów (2024) ISBN 978-83-62586-86-8[3]